# Перенесение Тихвинской иконы Божией матери
«Перенесение Тихвинской иконы Божией матери из церкви Рождества Богородицы в Успенский собор Тихвинского монастыря 9 июня 1798 года» — картина художника Василия Истомина (17?? — не ранее ноября 1801), написанная тремя годами позднее события.

## Автор
Биографические сведения о жившем в Санкт-Петербурге художнике Василии Истомине чрезвычайно скудны, однако известно, что он работал преимущественно как портретист, в том числе в миниатюрной технике (ряд его работ имеется в Третьяковской галерее и в Государственном историческом музее в Москве.

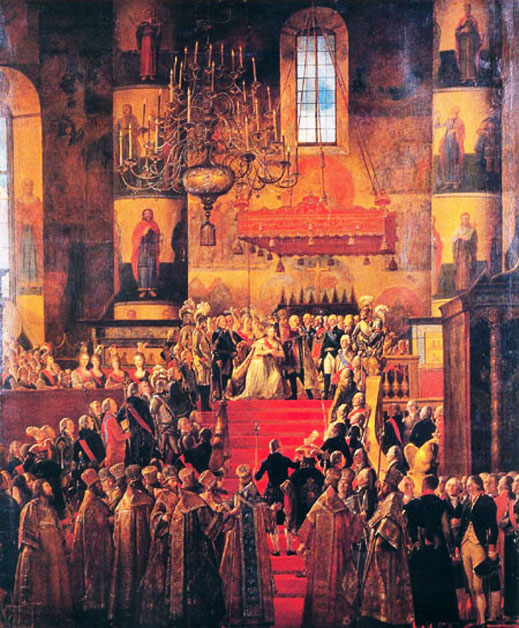
Мартин-Фердинанд Квадаль. Коронация Павла I и Марии Федоровны 5 апреля 1797 года. 1799. Саратовский художественный музей имени А. Н. Радищева

Многие композиционные особенности этой картины имеют своим источником другое произведение — работу Мартина-Фердинанда Квадаля, посвящённую коронации Павла I и написанную в 1799 году, — и есть основания считать, что Василий Истомин был его учеником. В то же время в картине присутствуют признаки, характерные для провинциальной художественной школы.
Заказчиком картины был архимандрит Тихвинского монастыря Герасим (Князев), его фигура в митре заметно выделяется среди прочих священнослужителей.
С этим произведением, как и с некоторыми другими, связанными с личностью Павла, связана драматическая история. Известно, что много лет спустя после убийства императора, в 1823 году монастырь посетил Александр I и, как свидетельствуют современники, плакал, глядя на картину, и благодарил архимандрита Герасима.

## Содержание

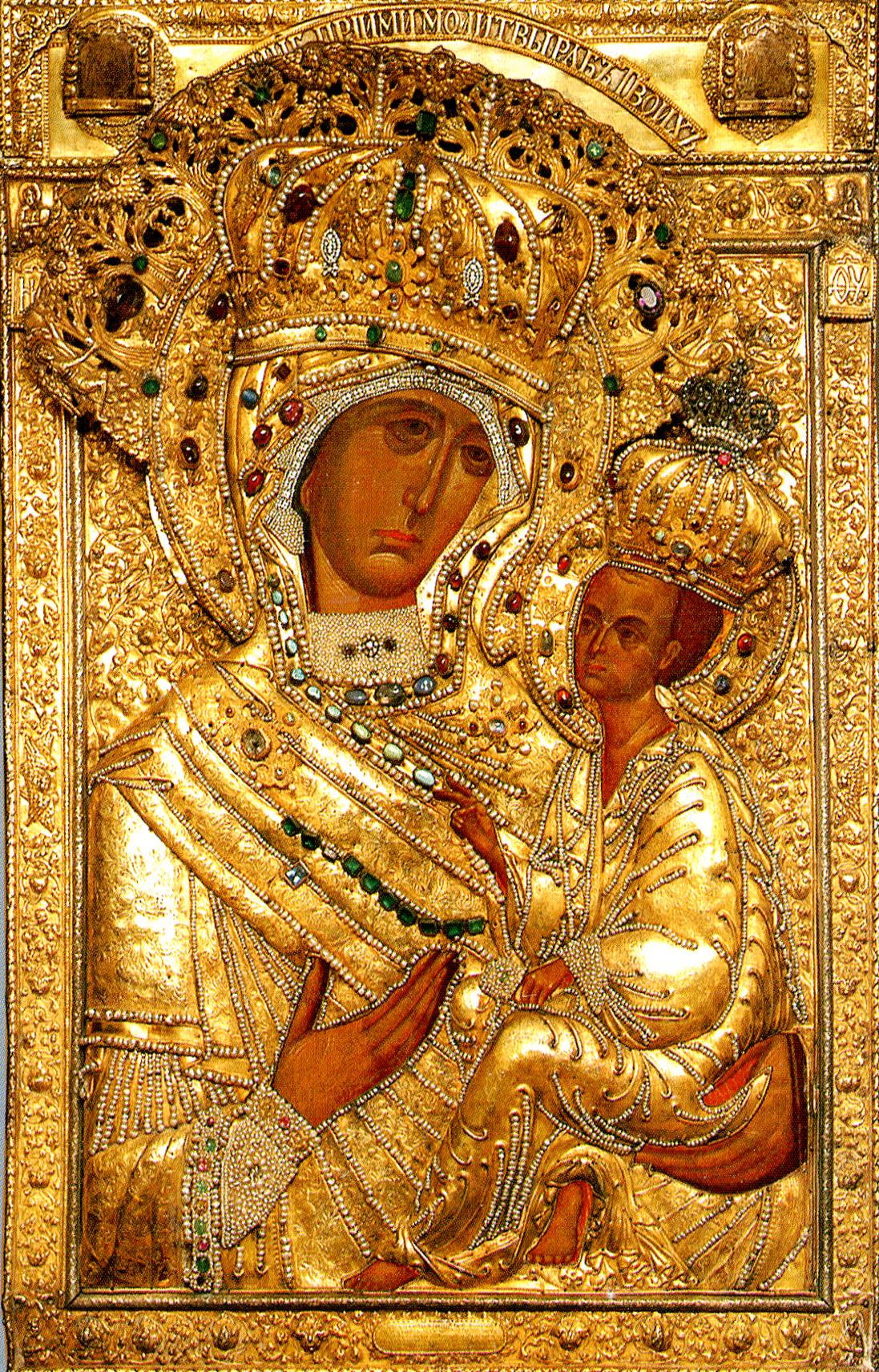
Тихвинская икона Божией Матери, вернувшаяся в обитель в 2004 году

Событие, изображённое на многофигурной картине большого размера, отличающейся большой топографической и иконографической точностью, связано с иконой, издавна почитающейся на Руси в качестве особо ценной реликвии, имеющей непосредственное отношение к земной жизни Иисуса Христа и Богородицы.
Тихвинская икона Божией Матери — один из пяти почитаемых на Руси образов Богоматери, созданных, по преданию, учеником Спасителя, евангелистом апостолом Лукой.
Икону переносят из тёплого храма в связи с окончанием ремонта и обновлением росписей в соборе, который и строился как реликварий для данной религиозной святыни.
Сама икона была по воздуху перенесена ангелами в 1382 году из Константинополя за 70 лет до его падения, и этим чрезвычайным событием указала прямую передачу святости из Византии на Русь. Она несколько раз только показывалась жителям северо-западного региона и лишь впоследствии «далась в руки» на берегу реки Тихвинки, где ей в течение дня поставили три венца, а наутро ни иконы, ни венца, ни щепы на месте не оказалось, поскольку икона сама нашла себе пристанище. Именно на этом новом месте и был возведён Успенский собор Тихвинского монастыря.
На иконе сребропозлащённая риза, украшенная жемчугом и драгоценными камнями, изготовленная в 1718 году при архимандрите Рувиме. Она и сегодня находится на иконе вместо исчезнувшего в 1922 году драгоценного золотого оклада весом 9 кг.

### Событие
В 1798 г. Павел I предпринял второе путешествие по России. Его сопровождали Вел. князья Александр и Константин. Выезд из Павловска последовал 5 мая. Павел направился сперва через Новгород и Тверь в Москву, где проходили военные маневры. 16 мая государь выехал из Москвы и через Владимир, Н.Новгород прибыл 24 мая в Казань, где оставался 6 дней. Из Казани Император направился в Ярославль, а оттуда в Тихвин. Императрица Мария Федоровна выехала навстречу ему из Санкт-Петербурга.
9 июня здесь состоялись торжества по поводу перенесения главной святыни
В церемонии перенесения драгоценной иконы Божией матери в обновленную соборную церковь принимали участие император Павел I и цесаревич Александр Павлович. Павел I и наследник Александр держат образ в руках, рядом — императрица Мария Федоровна и второй сын императора, великий князь Константин Павлович. На создание картины, призванной «увековечить сие происшествие», художник получил благословение митрополита Санкт-Петербургского и Ревельского Гавриила.
В картине четко демонстрируется идея наследственности, передачи царской власти по прямой мужской линии, что осенено одной из наиболее почитаемых на Руси икон. Совсем недавно, во время своей коронации, Павел издал указ о престолонаследии, исключающий возможность государственных переворотов.
Событие, изображенное на полотне, определенным образом связано также с победой над Швецией и подписанием Столбовского мира, во время свершения которого присутствовал список с этой иконы. Это, несомненно, должно было внушить зрителям мысль о преемственности деяний Павла I с великими свершениями его прадеда — Петра I, что было особо подчеркнуто Павлом при установке конного памятника первому российскому императору работы Б. К. Растрелли, где на постаменте укреплена надпись «Прадеду — правнук».
Изображенное на полотне торжественное событие было описано в газете «Санкт-Петрбургские ведомости» от 28 июня 1798 года, вышедшей за номером 52 (с. 1242—1243).
Картина очень необычно характеризует Павла I, чьи нововведения в общем представлении зачастую связаны с первую очередь с масонством, Мальтийским орденом, а также с присущими императору эксцентрическими выходками.
Картина же отражает реальное положение вещей, наглядным образом свидетельствуя о серьезности его намерений в плане всестороннего религиозно-государственного реформирования, что было сопряжено с планомерным обращением к самым основам российской государственности, к христианству — об этом говорят шаги Павла I и его меры по укреплению Православия как её духовной основы.
Икона представляет особенную ценность для христианского вероучения, поскольку у Младенца запечатлено двухперстное благословение: здесь отражены первоосновы, заложенные христианством начальных веков. Следует иметь в виду, что все это происходит в условиях продолжающегося раскола, в то время как император Павел хотел преодолеть его и намеревался достичь единоверия.
«Не обошлось и без традиционных императорских даров. Павел I выделил деньги на строительство Въездных ворот монастыря, подарил для них чугунную решетку из Аничкова дворца. Также на средства императора началось строительство монастырской стены. И не случайно на одной из башен и сегодня можно разглядеть надпись, напоминающую о визите Павла I» (вензель, расположенный на средней башне южной стены).

### Участники
Картина имеет дополнительный интерес в силу того, что на ней запечатлены многие реальные исторические лица.
- император Павел I
- императрица Мария Фёдоровна (жена Павла I)
- наследник цесаревич Александр Павлович
- великий князь Константин Павлович
- архимандрит Герасим (Князев) — заказчик картины
- Непосредственно за иконой следует процессия придворных и государственных деятелей, среди которых хорошо узнаваем граф Александр Андреевич Безбородко. Со вступлением на престол Павла I Безбородко, один из вершителей внешней политики России, не только вернулся из полуопалы, но и был пожалован канцлером. Именным Высочайшим указом от 5 апреля 1797 года Павел I возвел действительного тайного советника I класса, графа Безбородко в княжеское Российской империи достоинство с титулом светлости. Кроме этого, император пожаловал ему портрет свой и большой крест Св. Иоанна Иерусалимского, осыпанные бриллиантами.
- Рядом с великими князьями стоит предводитель уездного дворянства Петр Воинович Римский-Корсаков, дед композитора.
- На переднем плане, обернувшись лицом к зрителям, запечатлен сам художник, имя которого обозначено на свитке, который он держит в руках и надпись на котором гласит: «Писал сию картину сей Василей Истомин, с 20го мая кончил 2 дня ноября 1801-го года».
- Кроме царской семьи и свиты художник изобразил не менее 80-ти тихвинцев